# Nehrovec
Nehrovec (ukrajinsky Негровець) je hora v Karpatech, v Zakarpatské oblasti. Její hlavní vrchol má nadmořskou výšku 1707 m. Geomorfologicky spadá do celku Vnitřní Horhany.
Hora se nachází na území národního parku Siněvir. V její blízkosti se nachází vesnice stejného jména. Jižně od ní se nachází známá obec Koločava.
Na východ od Nehrovce se nachází hora Jasnovec s nadmořskou výškou 1600 m, na západ poté pokačuje horský hřeben Piškoni, odkud vedou turistické trasy směrem k vesnici Siněvir.